# خس ألابامي
الخس الألابامي نوع نباتي عشبي يتبع جنس الخس من الفصيلة النجمية.

## الموئل والانتشار
ينتشر في ألاباما جنوب الولايات المتحدة.

## الوصف النباتي
نبات عشبي ثنائي الحول. الأوراق متموضعة مباشرة على الساق (دون عنيقة)، ولها أشواك صغيرة على جانبيها وفي الوسط.